# Atys ehrenbergi
Atys ehrenbergi is een slakkensoort uit de familie van de Haminoeidae. De wetenschappelijke naam van de soort is voor het eerst geldig gepubliceerd in 1869 door Arturo Issel.